# Ana Patrícia Santos
Ana Patrícia Almeida da Costa Santos (Lisboa, 25 de maio de 1993), é uma desportista portuguesa de Taekwondo que compete em duas categorias de peso. Categoria nacional -73kg e categoria olímpica +68kg.

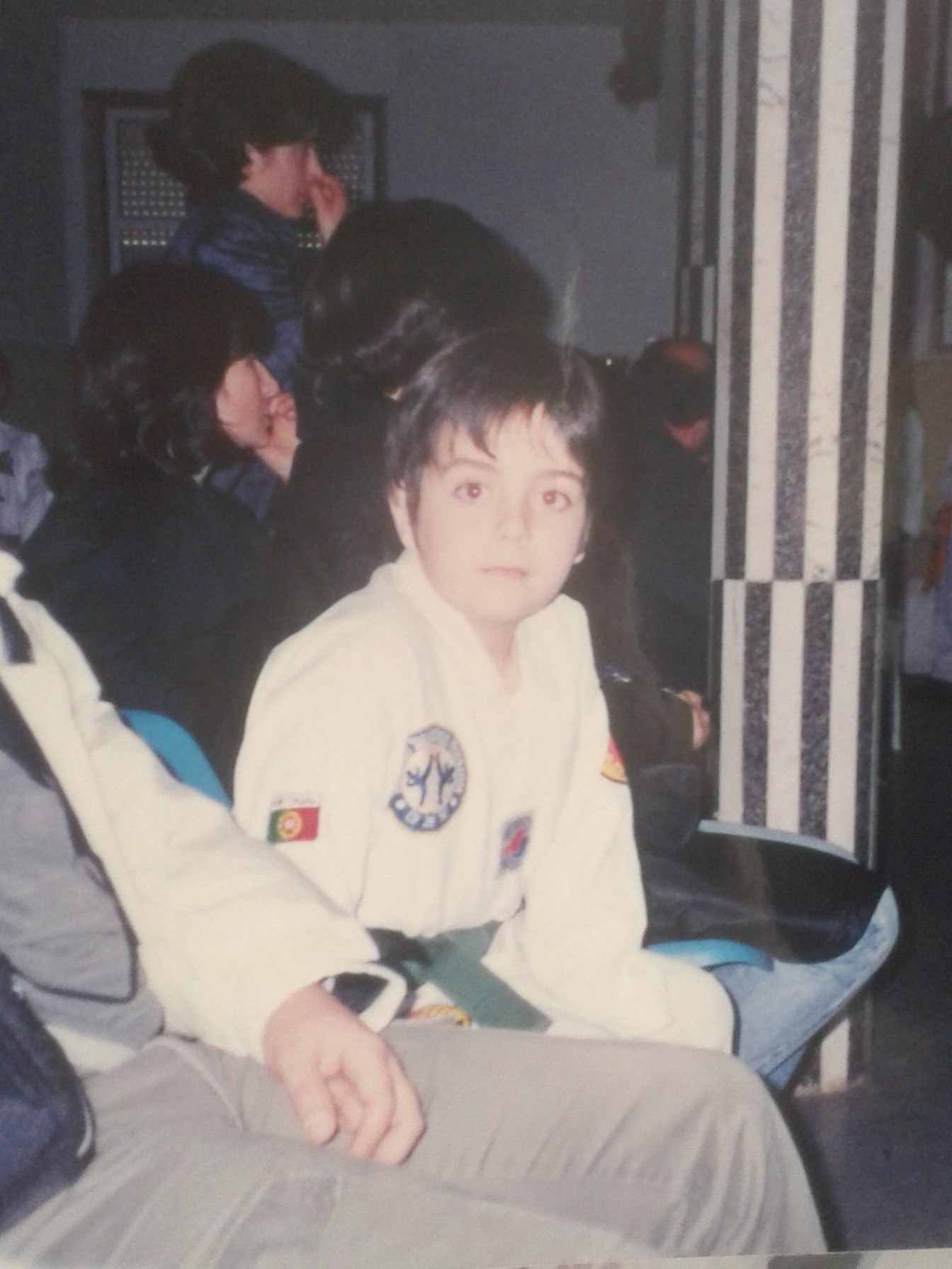
começo taekwondo

Começou a praticar Taekwondo com 5 anos - inspiração a partir do irmão, Jorge Santos, campeão Nacional de Combates e Técnica por diversos anos. Tendo esta atleta começado a treinar com o Mestre Marco Ferreira, mudando de localidade e começando a treinar com o Mestre Carlos Alcoforado e finalizando com o Mestre Daniel Dias, Mestre Pedro Valentim e Mestre José Romano. Completando os treinos no Centro Alto Rendimento do Jamor.
A nível nacional

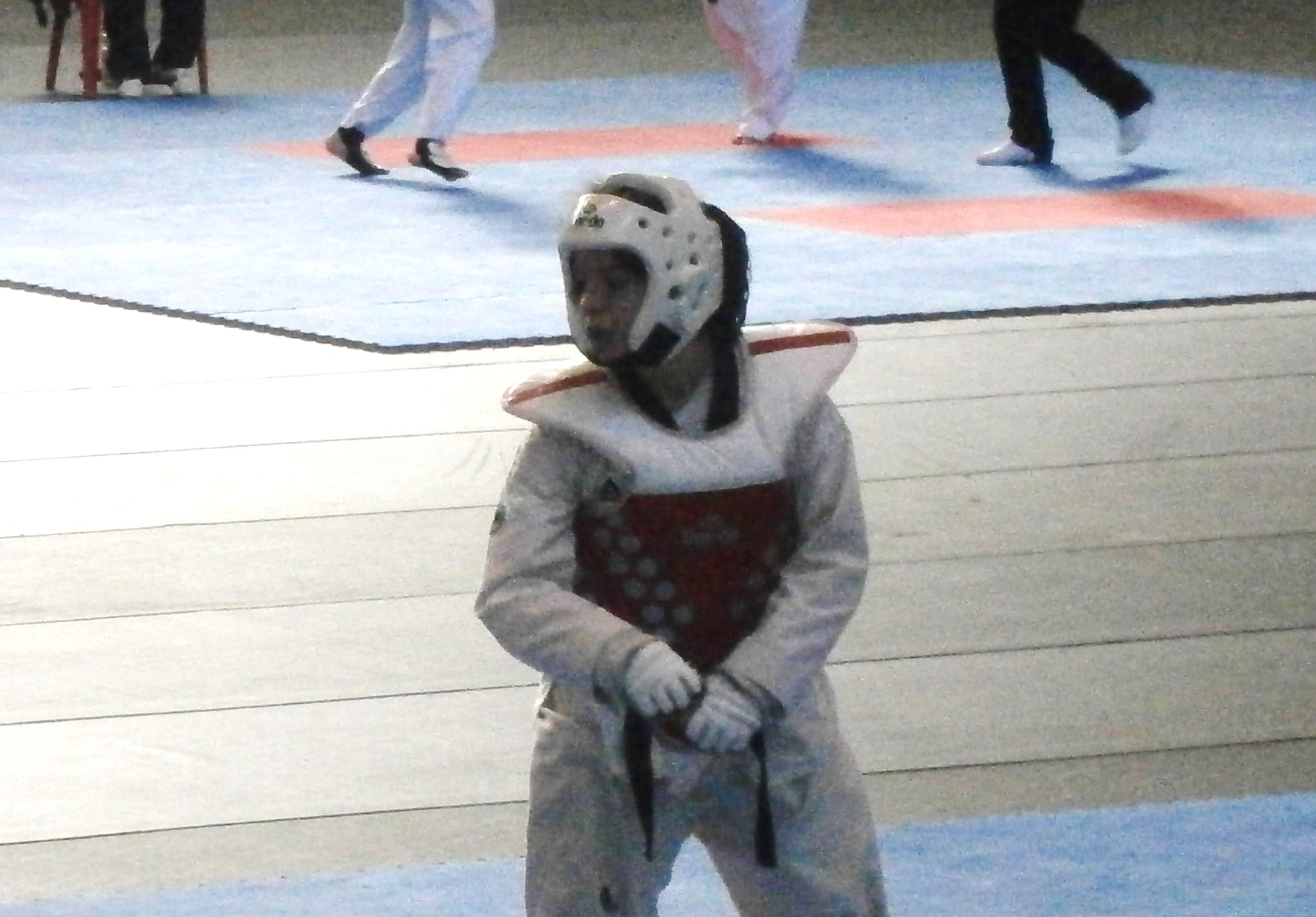
Ana Patrícia Santos

- Representante da Selecção Nacional de Taekwondo.
- Projecto Atleta Esperança Olímpica.
- Projecto Defesa Pessoal para Mulheres

Estágios e Diplomas
- Estágio Sonho Olímpico
- Estágio Internacional Peniche
- Estágio Internacional Suiça
- Diploma de mérito desportivo
- Diploma Esperança Olimpica
- Diploma Atleta Revelação

Algumas qualificações
2009
- 2.ºlugar Jogos Lusofonia[1]
- Diversas qualificações nacionais e internacionais

2010
- 3.ºlugar Open de Alicante

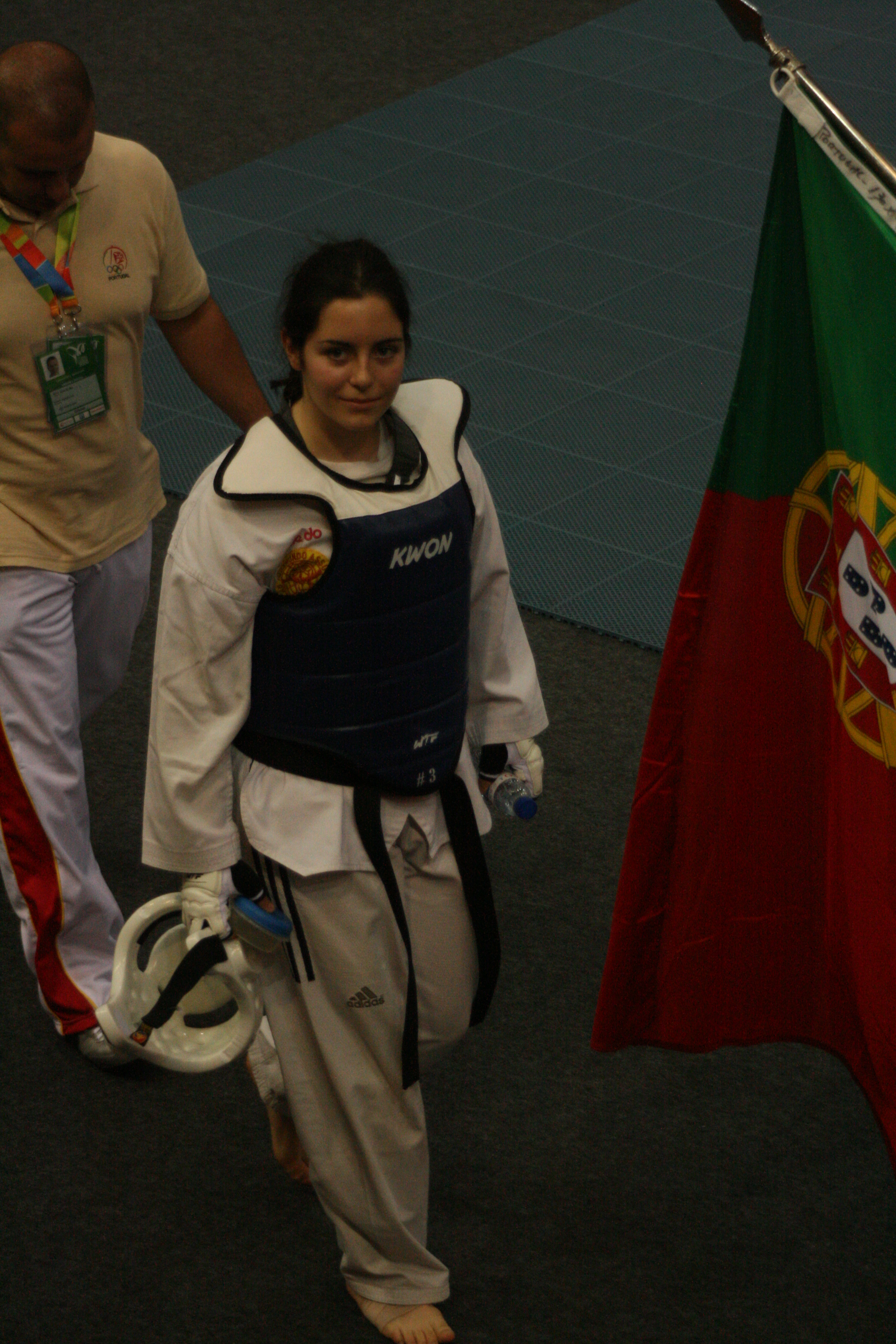
lusofonia

- Apuramento para Campeonato Olímpico da Juventude
- 5.º Campeonato Europeu
- 1.º lugar Nacional Sub-21

2011

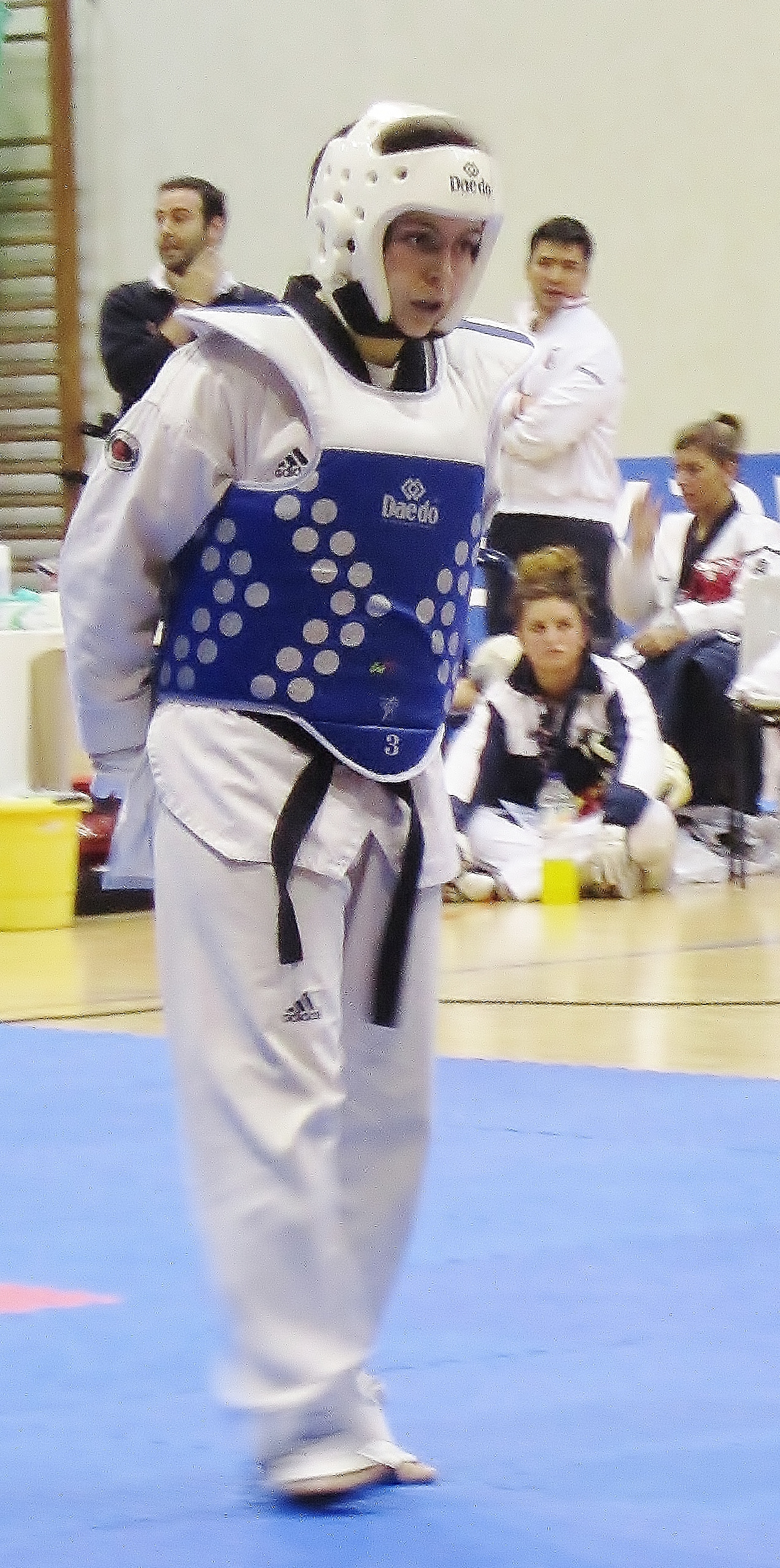
campeã taça de Portugal

- 1.º lugar Open Internacional de Pontevedra
- 1.º lugar Campeonato Distrital de Lisboa
- 3.º lugar Open Internacional de Andaluzia
- 1.º lugar Nacional Séniores
- 1.º lugar Nacional sub-21
- 1.º lugar Open Nacional Peniche

2012
- 1.º lugar representação Selecção A, Espanha
- 1.º lugar representação Selecção B, Espanha
- 1.º lugar Nacional de Séniores
- 1.º lugar Open Internacional de Peniche
- 1.º Lugar Nacional sub-21
- 1.º lugar Campeonato Distrital de Lisboa
- 3.º lugar Open de Córdoba
- 5.º lugar Open da Alemanha
- 1.º lugar Open de Alicante
- 1.º lugar Open de Andaluzia
- 1.º lugar Open de Portugal
- 4.º lugar Open Suécia

2013
- 1.º lugar Distrital Lisboa
- 1.º lugar Nacional de Séniores
- 1.º lugar Nacional sub21
- 1.º lugar Open Internacional de Sintra
- 1.º lugar Open Internacional Madrid
- 1.º lugar Open Internacional Lourosa
- 6.º Open Alemanha

2014
- 2.º lugar Jogos Lusofonia, Índia[2][3]